# Harry Hill (Radsportler)
Harry Hill (* 8. Mai 1916 in Padiham, Burnley; † 31. Januar 2009 in Bury, Greater Manchester) war ein britischer Radrennfahrer.

## Sportliche Laufbahn
1936 bestritt er mit dem Vierer Großbritanniens die Mannschaftsverfolgung bei den Olympischen Sommerspielen in Berlin. Sein Team mit Ernest Johnson, Charles Thomas King und Ernest Mills gewann die Bronzemedaille. Hill (mit vollständigem Namen Harold Heaton Hill) erhielt für seinen Start in Berlin vom nationalen Verband keine finanzielle Unterstützung, er reiste auf eigene Kosten zu den Spielen. 1938 und 1939 startete er als Unabhängiger. 1939 stellte er einen neuen britischen Rekord über eine Stunde auf. Er wurde für das Rennen in der Einerverfolgung bei den UCI-Bahn-Weltmeisterschaften 1939 nominiert, sein Team wurde jedoch kurz nach der Ankunft in Mailand wegen des drohenden Kriegsausbruchs zurück beordert. Zu seinen Ehren wurde 2006 der Harry Hill Cycleway in Bury, Greater Manchester eröffnet.

## Berufliches
Hill war KfZ-Mechaniker. Nach dem Zweiten Weltkrieg betrieb er eine Garage in der Nähe von Manchester.